# Aloe trachyticola
Aloe trachyticola là một loài thực vật có hoa trong họ Măng tây. Loài này được (H.Perrier) Reynolds mô tả khoa học đầu tiên năm 1957.